# لارس فيرنر
لارس فيرنر (بالسويدية: Lars Werner)‏ هو سياسي سويدي، ولد في 25 يوليو 1935 في Sofia church parish ‏ في السويد، وتوفي في 11 يناير 2013 في السويد. نشط حزبياً في حزب اليسار. وقد انتخب عضو البرلمان السويدي ‏.

## روابط خارجية
- لارس فيرنر على موقع مونزينجر (الألمانية)